# سولماز آقمقاني
سولماز آقمقاني ((بالفارسية: سولماز آقمقانی) مواليد 4 يونيو 1984 في طهران، إيران) هي ممثلة إيرانية وشاركت بأعمال تمثيلية عديدة في إيران.

## روابط خارجية
- سولماز آقمقاني على موقع IMDb (الإنجليزية)